# Eugeniusz Kolator
Eugeniusz Andrzej Kolator (ur. 31 grudnia 1947 w Małkini) – polski sędzia piłkarski i działacz sportowy, obserwator UEFA.

## Życiorys
Syn Mieczysława. W swojej karierze był szefem Polskiego Kolegium Sędziów i szefem bezpieczeństwa na stadionach. Zgłosił swoją kandydaturę w wyborach na prezesa Polskiego Związku Piłki Nożnej, którą wycofał tuż przed rozpoczęciem w dniu 28 czerwca 1999 zjazdu wyborczego PZPN. Od tamtego dnia sprawował funkcję wiceprezesa PZPN do spraw organizacyjnych. Był również przewodniczącym Komisji ds. Licencji Klubowych I ligi.
Jest posiadaczem odznaczeń państwowych i branżowych. W grudniu 1999 Prezydent RP Aleksander Kwaśniewski odznaczył Kolatora „za wybitne zasługi w działalności w Polskim Związku Piłki Nożnej” Krzyżem Kawalerskim Orderu Odrodzenia Polski, a w styczniu 2005 Krzyżem Oficerskim Orderu Odrodzenia Polski „za wybitne zasługi w działalności na rzecz rozwoju sportu”. W następnym roku, z okazji 30-lecia Radomskiego Okręgowego Związku Piłki Nożnej uhonorowany został „Złotą odznaką honorową” PZPN.
14 grudnia 2007 wrocławski wydział do zwalczania przestępczości zorganizowanej Prokuratury Krajowej postawił mu zarzuty o działalność na szkodę PZPN w wysokości ok. 1,8 mln złotych poprzez zlekceważenie wyroku sądu, w którym wskazano kolejność spłat długów GKS-u Katowice wynoszącego łącznie około 3 mln złotych. Według prokuratury PZPN, za zgodą Kolatora, pieniądze pochodzące od Canal+ z transzy za prawa do transmisji tv meczów ekstraklasy, przelewał na konta wierzycieli według własnego uznania. Grozi mu za to do 10 lat więzienia. Śledztwo w tej sprawie od 2005 roku prowadzi PK wspólnie z CBŚ. W wywiadzie udzielonym w styczniu 2005 dziennikarzom Gazety Wyborczej Kolator zapewnił, że „ PZPN przestrzega przepisów” natomiast postępowanie Związku i swoje w tej sprawie nazwał „pewną elastycznością działania”. Decyzją Sądu Okręgowego we Wrocławiu wiceprezes miał wpłacić 150 tys. zł kaucji do 10 stycznia 2008 albo miał zostać aresztowany – od zastosowanego środka zapobiegawczego złożył zażalenie. W związku z postawionymi zarzutami, działając tym razem dla dobra związku, Kolator 11 stycznia 2008 zawiesił siebie czasowo w pełnionej funkcji wiceprezesa.